# Saurer 2 CM
Der Saurer 2 CM  ist ein Lastwagenmodell mit Allradantrieb, das die Adolph Saurer AG ab 1949 herstellte. Die Nutzlast betrug 2,5 Tonnen. 222 Stück wurden hergestellt, die meisten mit einer Ladebrücke, einige mit einem festen Aufbau als Kastenwagen. Die Fahrzeuge hatten Rechtslenkung. Einige wurden mit einer Seilwinde geliefert.
Berna (Olten) und FBW (Franz Brozincevic (Fahrzeughersteller)) bauten den Saurer 2 CM unter eigenen Bezeichnungen (FBW AX/Berna 2). Der Saurer 2 CM bildete die Basis für nachfolgende Fahrzeuge, die äusserlich gleich erschienen, jedoch durch stärkere Motorisierung eine höhere Nutzlast ermöglichten. Diese waren: Saurer 4 CM 5 t, Saurer 4 CM Fahrschulwagen, Saurer 4 CM Langholzwagen, Saurer 5 CM 6t-Kipper und als mobile Einsatzzentrale der Flab. Ein Fahrzeug befindet sich heute im Schweizerischen Militärmuseum Full.